# Kaposy Miklós
Kaposy Miklós (Budapest, 1933. június 4. – 2022. március 2.) magyar szerkesztő, író, humorista, a Magyar Rádió Karinthy Színpadának alapítója.
Több mint négy évtizeden át volt a rádió szatirikus műsorainak készítője. Egy új műfaj, a riportszatíra létrehozója, művelője. Rádióműsorainak száma megközelíti az ezret.

## Életútja
1950-ben a Népsport novellapályázatán első helyezést szerzett. Egy évvel később édesapjával együtt kitelepítették, három évre száműzték Budapestről. Ekkoriban szedett gyapotot, aratott árpát Martfűn, épített gyárkéményt és volt téglarakó-csillés a kunszentmártoni téglagyárban.
1953-tól 1956-ig segédszínészként dolgozott a Nemzeti Színházban, ez idő alatt néhány évig egyháziadó-beszedő is volt a vizafogói római katolikus plébánián. Első humoreszkjei 1959-ben jelentek meg a Ludas Matyiban. Számos újságban publikált: többek között a Nők Lapja, ÉS, Figyelő, Családi lap, Rádió és TV Újság, Magyar Hírlap, Hevesi Szemle, Rakéta Regényújság, Új Ludas, Pesti Vicc adott helyet írásainak.
1961-től a Magyar Rádió külső, 1963-tól belső munkatársa. 1969-ben – Marton Frigyessel és Szilágyi Györggyel – a Rádió Kabarészínházának egyik alapítója volt. Néhány hónappal később kivált és megalapította a Magyar Rádió Karinthy Színpadát. Több mint negyven év alatt közel ötszáz műsort készített. 25 rádió- és 4 tévészilveszter szerkesztője volt. Dramaturgként ténykedett a Vidám és a Radnóti Színpadon. 1996-tól szakszerkesztő a Révai Lexikonnál.

## Művei

### Színházi műsorok
- Kamara Varieté**
  - Pesti álmok (1965)
  - Nem nálunk történt (1966)
  - Gebines varieté (1966)
- Vidám Színpad
- Kamara Varieté
- Kis Színpad
- Kamara Varieté
- Mikroszkóp Színpad
- További színházak

### Könyvek
- Írószemmel (1982)
- Umbulda. Riportszatíra (Idegenforgalmi Propaganda és Kiadó Vállalat, Budapest, 1984) ISBN 9633160138 Illusztrálta: Kaján Tibor[3]
- Megkérdeztem a minisztert. Szatírák, riportok, riportszatírák; Szépirodalmi, Bp., 1985
- Kellett ez nekünk? Kabaréhistóriák; Littoria, Bp., 1995
- Van elvámolni valója? Szatirikus riportok (1998)
- Rádiókabaré, antológiák. (1975), (1978), (1984), (1988)
- Humorlexikon (szerk., Tarsoly Kiadó, 2001)
- 500 óra nevetés. A Magyar Rádió Karinthy Színpada; szerk. Kaposy Miklós; Tarsoly, Bp., 2007[4]
- Bodrogi Gyula: Irka firka; szerkesztő-riporter Kaposy Miklós; Konsept-H, Piliscsaba, 2009

## Méltatások
- Hary Márta: „A szerző montázstechnikájának eredményeképpen új rádiós műfaj jön létre.”
- Harangozó Márta: „Miközben nevettetett, tette ezt kicsit úgy, mint Gogol a Revizorban.”
- Kiss Károly: „K. M. remek műsora (...) figyelmet érdemel riportként is, szatíraként is. Mulatságos és keserű, felrázó és elgondolkoztató.”

## Kitüntetései
- Karinthy-gyűrű (1980)
- Gábor Andor-díj (1992)
- A Magyar Köztársasági Érdemrend tisztikeresztje (1996)
- Huszonötszörös Rádió nívódíjas (1965-1998)
- Kollektív Joseph Pulitzer-emlékdíj (2000)
- Aranytoll (2006)
- Az év hanglemeze díj[5]
  - Karinthy Frigyes: Utazás a koponyám körül. Előadó: Latinovits Zoltán
  - Bujdosó lány. Mezei Mária előadó estje